# Gastón Cellerino
Gastón Andrés Javier Cellerino Grasso (* 26. Juni 1986 in Viedma) ist ein argentinischer Fußballspieler. Der Stürmer wurde ein Mal peruanischer Meister.

## Karriere
Gastón Cellerino kam 1997 in die Fußballakademie der Boca Juniors und durchlief diese, schaffte es jedoch nicht in die Profimannschaft. Stattdessen debütierte er professionell beim peruanischen Klub San Martín 2007, mit dem er die Meisterschaft gewinnen konnte. Nach seinem Wechsel zu den Rangers de Talca aus Chile wurde er in der Clausura 2008 mit 16 Toren hinter Lucas Barrios Zweiter der Torschützenliste. 2009 wechselte er trotz Angeboten von in höheren Ligen spielenden Klubs in die Serie B zu US Livorno 1915 und schaffte mit dem Klub den Aufstieg. Cellerino wurde in seiner Zeit bis 2013 bei den Italienern mehrfach verliehen. Erst wechselte er nach Spanien zu Celta Vigo, dann in seine Heimat zu Racing Club de Avellaneda und anschließend nach Chile zu Unión La Calera. Zwar kehrte Cellerino noch für drei Ligaspiele wieder nach Livorno zurück, unterschrieb aber 2013 beim chilenischen Klub Santiago Wanderers. Nach drei Jahren in Valparaíso zog er weiter durch die Welt und spielte bei Klubs in den USA (New York Cosmos), in Bolivien (Club Bolívar), in Malaysia (FELDA United), in Kolumbien (Deportivo Pasto) sowie in Spanien (Linense). 2019 bis 2020 lief der Offensivakteur bei Deportes Temuco in der ersten Liga auf und wechselte anschließend in den Amateurfußball Italiens sowie Spaniens.

## Erfolge
San Martín
- Peruanischer Meister: 2007

New York Cosmos
- Sieger der North American Soccer League: 2015